# 라스베이거스 모노레일

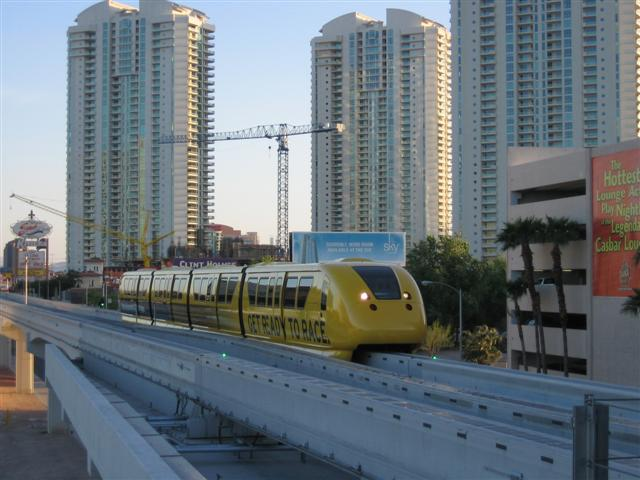
SLS 역에 도착하는 모노레일

라스베이거스 모노레일(Las Vegas Monorail)은 미국 네바다주 라스베이거스에 있는 모노레일이다. 라스베이거스는 이 밖에도 호텔에서 개인적으로 운영하는 모노레일도 존재하지만, 이 모노레일은 라스베이거스 모노레일 공사가 운영하는 공공 모노레일이다.

## 역
북쪽에서 남쪽으로 다음과 같은 역이 있다.
- SLS 역
- 웨스트게이트 라스베이거스 역
- 라스베이거스 컨벤션 센터 역
- 하라스 / 더 링크 역
- 플라밍고 / 시저스 팰리스 역
- 밸리스 / 패리스 라스베이거스 역
- MGM 그랜드 역